# Sainte-Solange
 Sainte-Solange  es una comuna y población de Francia, en la región de Centro, departamento de Cher, en el distrito de Bourges y cantón de Les Aix-d'Angillon.
Su población en el censo de 1999 era de 1.304 habitantes.
Forma parte del Camino de Santiago (Via Lemovicensis).
Está integrada en la Communauté de communes des Terroirs d'Angillon.

## Demografía
| 668 | 594 | 846 | 1089 | 1257 | 1304 |
| Para los censos de 1962 a 1999 la población legal corresponde a la población sin duplicidades (Fuente: INSEE [Consultar]) |     |     |      |      |      |